# Kirkby Stephen
Kirkby Stephen est un bourg de Cumbria, dans le Nord Ouest de l'Angleterre qui faisait partie du comté traditionnel de Westmorland (on retrouve ce nom avec la ville voisine de, Appleby-in-Westmorland à environ 20 km au nord ouest). 
Ce village est situé sur la route A685 et entouré par des collines peu peuplées, et à environ 50 km des deux grandes villes Kendal et Penrith. La rivière Eden prend sa source à 10 km dans les tourbières High Seat et coule sur le côté est de la ville.
Kirkby Stephen a sa propre mairie et représente un centre pour les petits villages et paroisses des alentours, y compris Nateby, Ravenstonedale et Mallerstang.
Un centre communautaire et de conseil, dans les locaux de la bibliothèque, fournit des renseignements et des services au nom de tous les conseils locaux (commune, district et ville), ainsi que des informations générales et locales.

## Géographie et histoire

### Église
L'église paroissiale St. Stephen's est souvent appelée la Cathédrale des vallons (Cathedral of the Dales). C'est la deuxième église de Cumbria la plus grande après Kendal. Il y a eu trois églises à cet endroit. La première a été construite à l'époque des Saxons, elle a été suivie en 1170 par une église normande qui fut alors remplacée par le bâtiment actuel en 1240 mais il a été considérablement modifié au cours des siècles. Elle a été en partie reconstruite en 1847 puis restaurée dans les années 1870. L'église est tout près de la place du marché, où elle est presque cachée par le cloître  pittoresque, construit en 1810.
Il y a également des monuments aux familles Musgrave et Wharton, mais le plus important de plusieurs autres curiosités est un bas-relief du dieu Loki de la mythologie nordique, représenté lié et enchaîné.
Comme le nom de la ville, c'est un vestige des Vikings, qui ont été les premiers habitants de la région vers la fin du premier millénaire. 
(Norrois: Kirk [kirkja], église ;   by, a settlement).

### Écoles
Il y a une école primaire à Kirkby même et deux dans les villages voisins de Brough et Ravenstonedale.
L'enseignement secondaire de la ville et des alentours est assuré par la grammar school de Kirkby Stephen. Elle a été fondée en 1566 par Thomas Wharton, 1er Baron Wharton, grâce à la lettre patente accordée par la reine Élisabeth Ire. Elle accueille notamment William Petty au XVIIe siècle. Bien qu'elle ait conservé l'ancien nom grammar school, ses bâtiments anciens ont été remplacés il y a longtemps, et elle est maintenant un Comprehensive School et une école de sport avec environ 410 élèves.
Dans l'enceinte du lycée il y a une piscine en plein air construite dans les années 1960 pour l'école et la communauté locale, ouverte de mai à août aux habitants de Kirkby Stephen, du club de natation et aux visiteurs de la région.

### Le marché
En 1352–1353, le roi Édouard III d'Angleterre accorde une charte à Roger de Clifford, Baron du Westmorland pour la création d'un marché et deux foires annuelles pour la ville. Cette charte est réaffirmée en 1606 par le roi Jacques Ier d'Angleterre au Comte George de Cumberland, pour : « Un marché le lundi et deux foires annuelles ; une les mercredis, jeudis, et vendredis après la Pentecôte et l'autre les deux jours avant la Saint-Luc. »
Le marché du lundi, avec des ventes de bétail de la route Mart in Faraday et sur les étals de la place du marché, est toujours un événement important dans la ville et la campagne environnante. Il y eut des célébrations spéciales pour marquer le 400e anniversaire de la charte du roi Jacques, mais la foire de la Saint-Luc, ou « Charter Day », est célébrée chaque année à la fin d'octobre. Lors de la fête, on commence par lire la Charte à la Charte Stone (la stèle de la charte) sur High Street. Les grandes ventes de moutons, très importantes dans cette zone d'élevage, ont encore lieu à cette époque chaque année.

### Autres installations et évènements
Il y a un large éventail de magasins, également plusieurs magasins d'antiquités, des commerces, restaurants, cafés, pubs, et un office de tourisme. Ces dernières années la ville a accueilli un festival de musique et a remporté plusieurs prix du Concours des villes et villages fleuris (en:Britain in Bloom).
On dit parfois que la rue dite Faraday Road (parallèle à High Street et Market Street) est nommée en l'honneur du grand savant Michael Faraday (1791-1867). Mais, en fait, elle est nommée en l'honneur de son oncle Richard Faraday qui était un commerçant local respecté. Frère cadet de Richard, James a été pendant un certain temps le forgeron de Outhgill (hameau près de Mallerstang) — mais son troisième enfant, Michael, est né peu de temps après qu'ils ont déménagé à Londres.
Kirkby Stephen sert de base pour le tourisme dans la vallée de l'Eden et pour les randonnées dans la vallée du Dales. Il se trouve également sur le sentier de randonnée Coast to Coast Walk (de la côte est en mer du Nord à l'ouest en mer d'Irlande), conçu par Alfred Wainwright. Chaque juin se déroule le « Mallerstang Horseshoe and Nine Standards Yomp », qui emprunte un chemin ardu le long des hauteurs des vallons voisins de Mallerstang, notamment Wild boar Fell (colline du sanglier) et Nine Standards Rigg (sommet des neuf cairns).
Le calme et la belle campagne environnante sont une joie pour les randonneurs, mais le Secours en montagne doit parfois aider ceux qui ne sont pas suffisamment préparés pour les conditions parfois difficiles.

## Lieux touristiques
Stenkrith Park est le sud de la ville sur la route B6259 qui va jusqu'à Nateby. La rivière change ici d'aspect passant du calcaire du haut de la rivière Eden au grès rouge caractéristique de la vallée de l'Eden. La roche principale ici (avec laquelle la plupart des maisons à Kirkby Stephen sont construits), est du brockram, composé de fragments de calcaire dans un ciment de grès rouge. La rivière à Stenkrith a taillé cette pierre en de nombreuses formes fantastiques, connues sous le nom de Devil's Hole (le puits du diable). Ce paysage naturel spectaculaire a été complété, ces dernières années, par trois ajouts de l'Homme :
- The ‘Poetry Path’ (le sentier du poète) Dispose de douze pierres qui ont été sculptées par l'artiste Pip Hall, avec des poèmes de Meg Peacock, représentant une année dans la vie d'un agriculteur sur une colline ;
- Eden Benchmarks à côté de la rivière il y a une sculpture de Laura White, intitulée « Passage », l'une des dix Eden Benchmarks, une série de sculptures qui ont été placées à intervalles réguliers le long de l’Eden de sa source à Mallerstang à l'embouchure Solway Firth ;
- Le Millennium Bridge (pont du millénaire) est ouvert en 2002, et fournit un accès piétonnier du parc à une promenade le long de la vieille voie ferrée jusqu'à Durham.

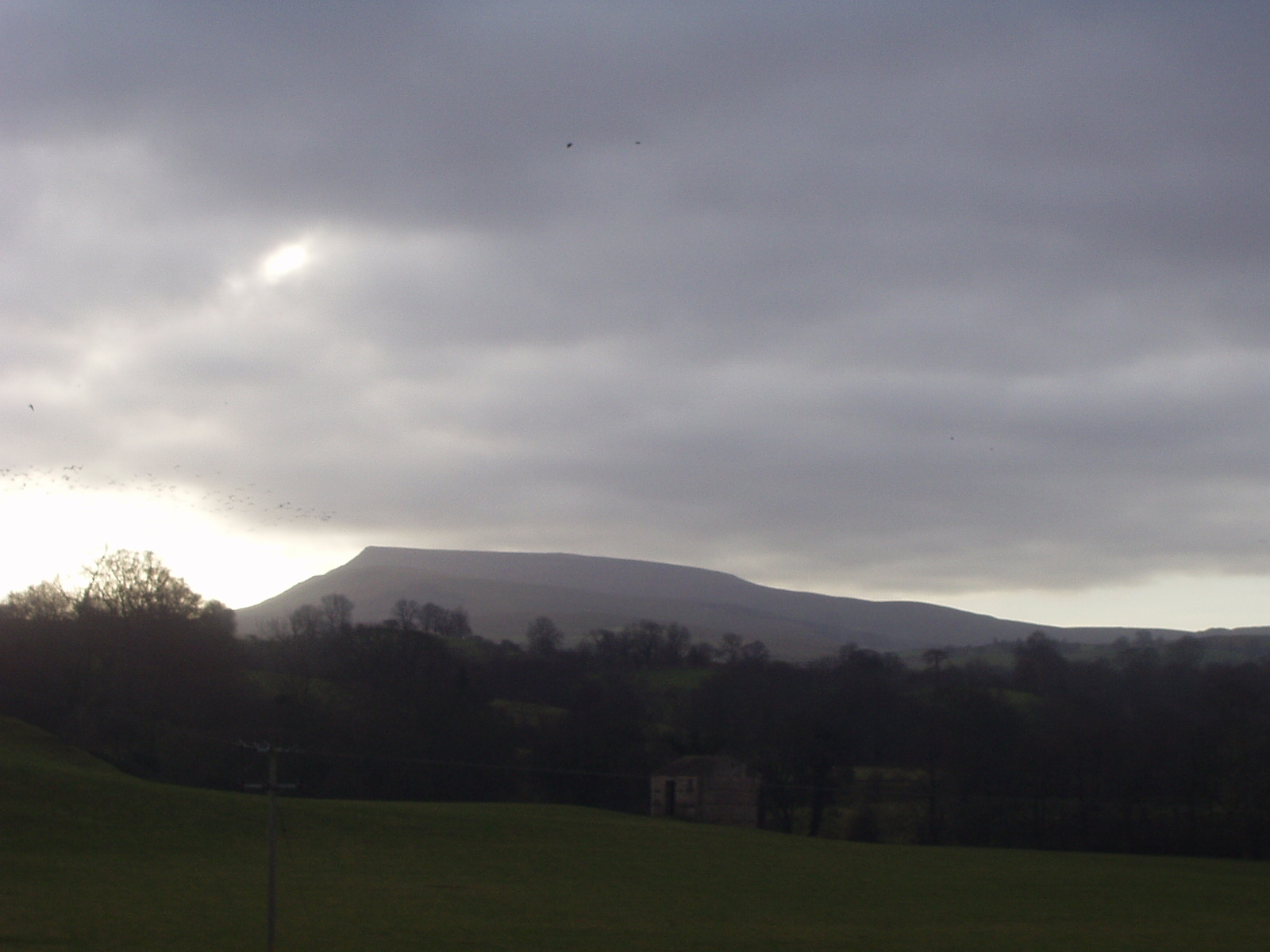
La vue de la colline du sanglier
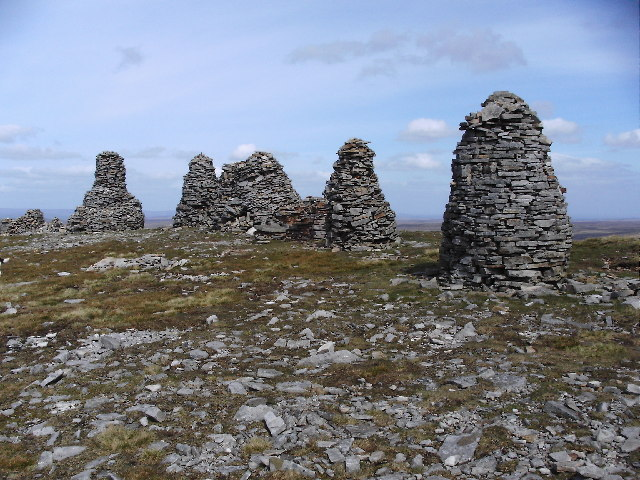
Nine Standards Rigg
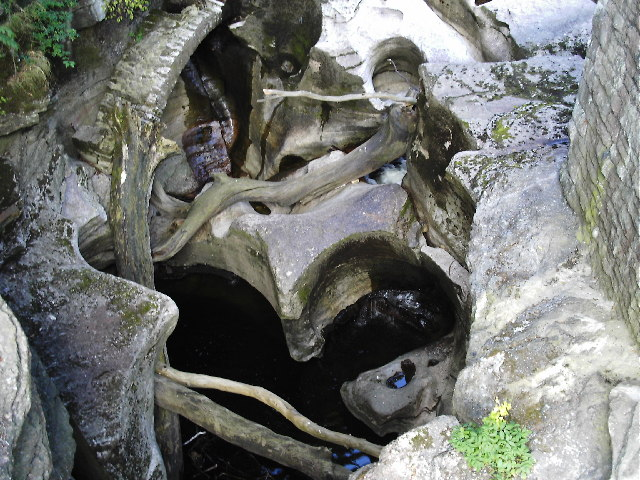
Devil's Hole

Le Nine Standards Rigg au nord-est, Pendragon Castle (château) et Wild Boar Fell (colline du sanglier) au sud sont d'autres lieux touristiques aux alentours.
Contrairement au village voisin Brough under Stainmore, Kirkby ne présente aucune preuve de présence  romaine, en revanche, il y a de nombreuses traces plus anciennes de peuplement datant de l'âge du fer : des terrassements ou des castro et oppidum, Croglam Castle au sud-est de la ville.

## Voie ferrée

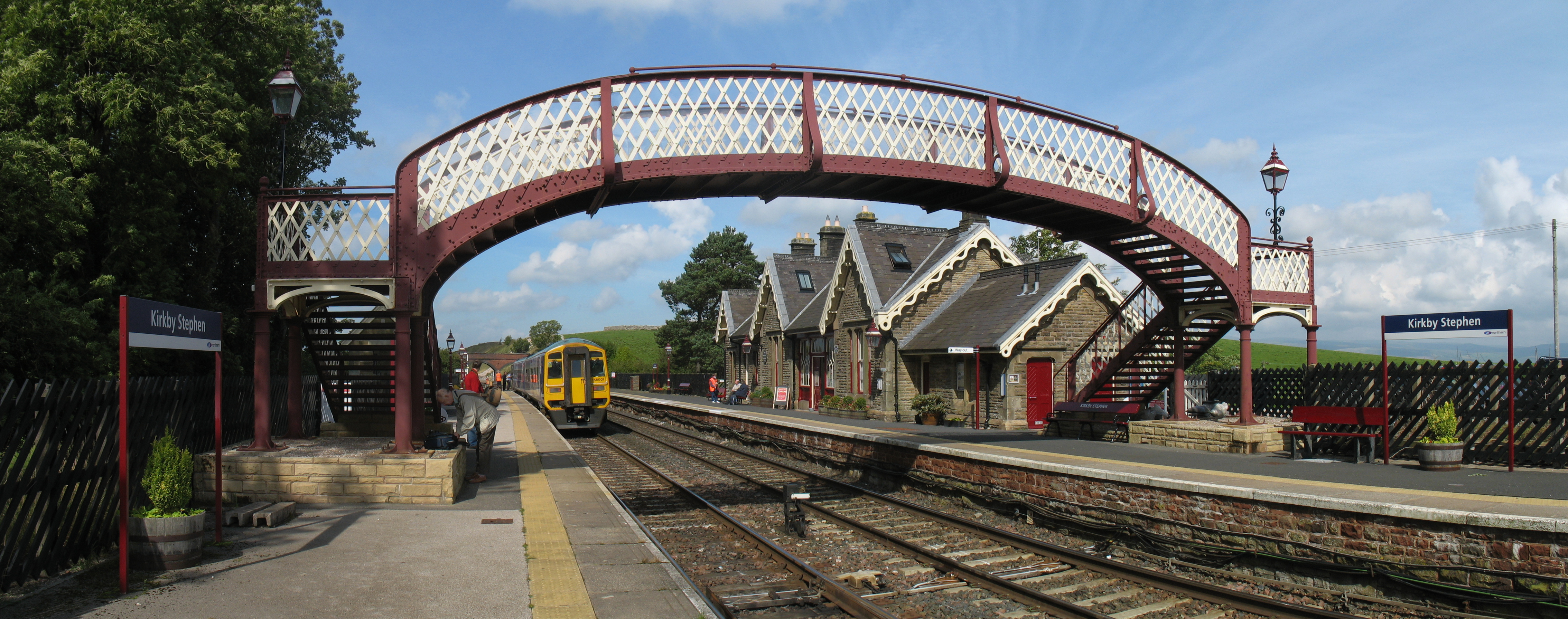
Gare sur la ligne Settle-Carlisle

La Gare de Kirkby Stephen sur la voie Settle-Carlisle n'est pas au centre-ville mais au sud-ouest. En effet, cette ligne de chemin de fer est toujours horizontale ce qui évite d'épouser la forte dénivellation de la région (par exemple, la Gare de Dent est située à 6 km du village).
Jusqu'en 1960 il y avait une autre gare plus ancienne : la Gare de Kirkby Stephen Est. Elle se situait sur la ligne Stainmore et Eden Valley. Des restaurations sont en cours pour reconstruire des tronçons de ses lignes grâce aux sociétés de trains Stainmore Railway Company et Eden Valley Railway Society.

## Galerie

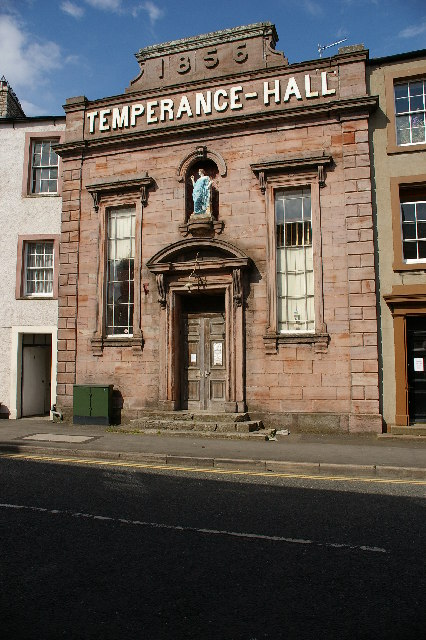
Temperance hall
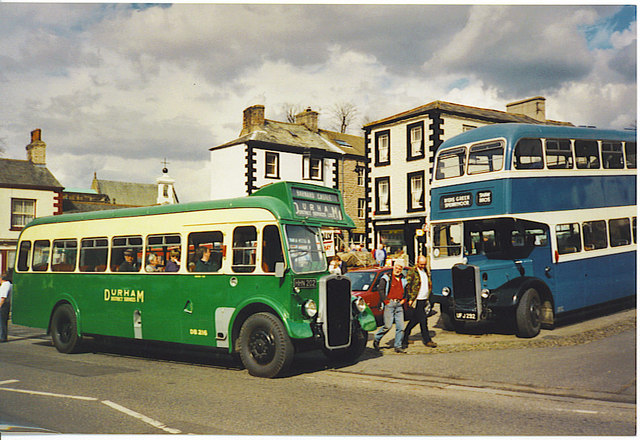
Vieux bus dans le centre-ville
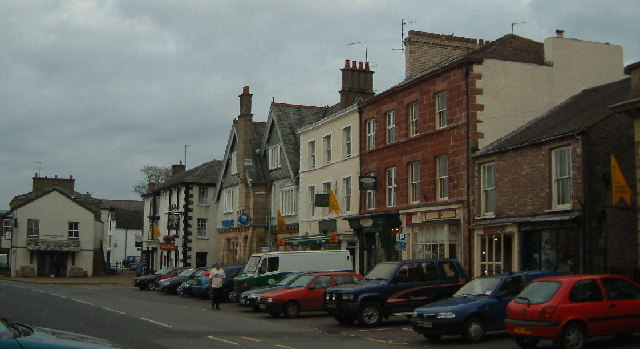
Près du centre
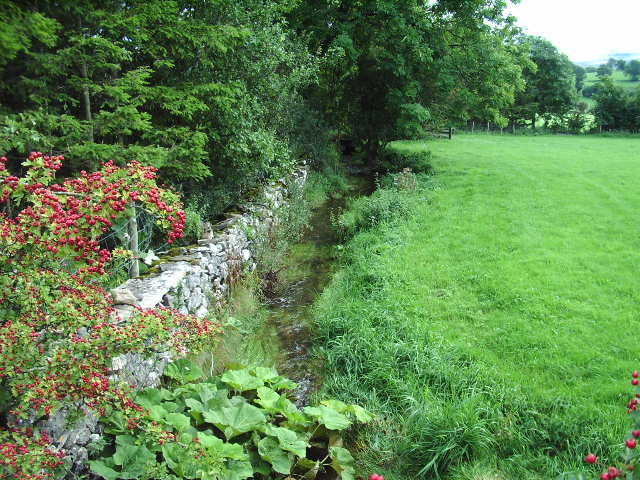
Sandwath Sike